# 莫里森大道-桑恩德維尤車站
莫里森大道-桑恩德維尤車站（英語：Morrison Avenue–Soundview station）是紐約地鐵IRT佩勒姆線一個慢車地鐵站，位於布朗克斯桑恩德維尤莫里森大道及威斯徹斯特大道交界，設有6號線（任何時候停站）列車服務。

## 車站結構
| 月台層 | 側式月台 | 側式月台                                                     |
| 月台層 | 南行慢車 | ← 往布魯克林大橋-市政府 (埃爾德大道)                         |
| 月台層 | 尖峰快車 | ← 不停靠 →                                                   |
| 月台層 | 北行慢車 | → 往佩勒姆灣公園 (黃昏繁忙時段往帕克徹斯特) (聖羅倫斯大道) → |
| 月台層 | 側式月台 |                                                              |
| 夾層   | 夾層     | 閘機、車站詢問處、Metrocard自動售票機                        |
| Ground | 街道層   | 出入口                                                       |

此高架車站設有兩個側式月台和三條軌道。中央軌道由<6>號線（僅繁忙時段的尖峰方向停站）列車服務。
此站於1920年5月27日作為「桑恩德維尤大道車站」啟用，亦被稱為「莫里森大道-桑恩德維尤大道車站」與「莫里森-桑恩德維尤大道車站」。

## 外部連結
- nycsubway.org—IRT Pelham Line: Morrison/Soundview Aves.
- The Subway Nut — Morrison–Soundview Avenues Pictures （页面存档备份，存于）
- Morrison Avenue entrance from Google Maps Street View （页面存档备份，存于）